# Zsófia Konkoly
Zsófia Konkoly (12 de marzo de 2002) es una deportista húngara que compite en natación adaptada. Ganó siete medallas en los Juegos Paralímpicos de Verano entre los años 2016 y 2024.

## Palmarés internacional
| Juegos Paralímpicos | Juegos Paralímpicos     | Juegos Paralímpicos | Juegos Paralímpicos |
| Año                 | Lugar                   | Medalla             | Prueba              |
| ------------------- | ----------------------- | ------------------- | ------------------- |
| 2016                | Río de Janeiro (Brasil) | Medalla de bronce   | 100 m mariposa S9   |
| 2020                | Tokio (Japón)           | Medalla de oro      | 100 m mariposa S9   |
| 2020                | Tokio (Japón)           | Medalla de plata    | 200 m estilos SM9   |
| 2020                | Tokio (Japón)           | Medalla de plata    | 400 m libre S9      |
| 2024                | París (Francia)         | Medalla de oro      | 200 m estilos SM9   |
| 2024                | París (Francia)         | Medalla de oro      | 400 m libre S9      |
| 2024                | París (Francia)         | Medalla de plata    | 100 m mariposa S9   |